# 扎伊茲德 (普里盧基區)
50°37′20″N 32°18′23″E / 50.62222°N 32.30639°E
扎伊茲德（烏克蘭語：Заїзд），是烏克蘭的村落，位於該國北部切爾尼戈夫州，由普里盧基區負責管轄，始建於1629年，面積3.6平方公里，海拔高度113米，人口1,000，人口密度每平方公里297.6人。